# Ниркове (станція)
Ни́ркове — вузлова залізнична станція 5-го класу Лиманської дирекції Донецької залізниці на перетині двох ліній Сіверськ — Родакове та Ниркове — Комишуваха між станціями Світланове (10 км), Сіверськ (25 км) та Комишуваха (10 км). Розташована в селищі Ниркове Сіверськодонецького району Луганської області.

## Пасажирське сполучення
Транспортне сполучення припинене, до початку російсько-української війни (з 2014) щодоби дві пари приміських поїздів здійснювали перевезення пасажирів за маршрутом Сіверськ — Попасна